# Energiewende
Energiewende (v překladu energetický přechod) je označení pro kompletní energetickou přeměnu německé energetiky, jež by měla zajistit ekologicky šetrné, cenově dostupné a bezpečné dodávky energie s minimem skleníkových plynů. Hlavním pilířem energetické transformace je přechod k obnovitelným zdrojům energie a dosáhnutí hospodárnějšího nakládání s energiemi. Klíčovou částí programu je také snižování emisí skleníkových plynů, do roku 2050 až o 95 %.
Německá vláda se na obsahu ambiciózního plánu shodla už v roce 2010, ale po havárii v japonské jaderné elektrárně Fukušima byl o rok později dokument ještě dodatečně přepracován. Do plánu energetické proměny byl přidán cíl o vyřazení jaderné energie. Německo by se mělo jádra zcela vzdát do roku 2022. Provozovatelé dostanou odškodnění.

## Cíle Energiewende
| Cíl                                                 | 2020        | 2030        | 2040 | 2050        |
| --------------------------------------------------- | ----------- | ----------- | ---- | ----------- |
| Emise skleníkových plynů (ve srovnání s rokem 1990) | −40%        | −55%        | −70% | −80 až −95% |
| Podíl OZE na celkové hrubé spotřebě energie         | 18%         | 30%         | 45%  | 60%         |
| Podíl OZE na hrubé spotřebě elektřiny               | 35%         | 50%         | 65%  | 80%         |
| Konec jaderných elektráren                          | v roce 2022 |             |      |             |
| Konec uhelných elektráren                           |             | v roce 2038 |      |             |

Dále:
- Snížení spotřeby primární energie do roku 2020 o 20 procent a do roku 2050 o 50 procent.
- Zvýšení energetické produktivity na 2,1 procent ročně, co se týče spotřeby energie.
- Snížení spotřeby elektřiny do roku 2020 o 10 procent a do roku 2050 o 25 procent (ve srovnání s rokem 2008).
- Snížení spotřeby energie v budovách do roku 2020 o 20 procent a snížení spotřeby primárních energetických zdrojů o 80 procent do roku 2050. Rychlost renovace budov by se měla zdvojnásobit z jednoho na dvě procenta. [3]

## Kritika
James Broughel za hlavní úskalí transformace považuje potřebu vyvinout a zabudovat nové rozvodné sítě a stanovit nové technologie skladování energie.
Většina průmyslových celků se stejně jako fosilní a jaderné elektrárny nachází na jihu Německa. Tedy z jihu byla a je rozváděna elektrická energie do zbytku země.
Hlavní zdroj větrné energie se ale nachází na severu (pobřeží Baltského a Severního moře). Přenosová síť však nemá dostatečnou kapacitu na přenos elektrické energie vyrobené z větrných zdrojů. V Německu je odpor regionálních skupin, které se výstavbám energetické infrastruktury brání. To je jeden z důvodů, proč v současnosti není přenosová soustava rozvíjena v takové míře, jak je plánováno.
Kritizováno bývá i rozhodnutí z března 2011 uzavřít veškeré reaktory provozované před rokem 1980 (nejprve dočasně a poté definitivně). To způsobilo okamžitý výpadek 6,4 procenta objemu výrobní kapacity země.  Tento výpadek byl nahrazen uhelnými elektrárnami, které na rozdíl od jaderných elektráren produkují významné emise CO2.